# Sebastián Henao
Henao  Gómez est un nom espagnol. Le premier nom de famille, en général paternel, est Henao ; le second, en général maternel, souvent omis, est Gómez.
Sebastián Henao Gómez, né le 5 août 1993 à Rionegro, est un coureur cycliste colombie. 

## Biographie
Son cousin Sergio Henao est également coureur.
En 2011, Sebastián Henao remporte une étape du Tour de Colombie juniors et termine deuxième au classement général. L'année suivante, il rejoint l'équipe Gobernación de Antioquia-Indeportes Antioquia. Il prend la troisième place du classement général du Tour de Colombie espoirs, termine quatrième de la Clásica Ciudad de Girardot ainsi que deuxième de la Clásica de Marinilla.
En 2013, il remporte le général et une étape de la Clásica de Funza. Dans cette même saison, il finit meilleur jeune du Tour de Colombie et 18e de la course en ligne masculine des moins de 23 ans aux championnats du monde de cyclisme sur route 2013. À la fin de cette année, il signe un contrat de deux ans avec l'équipe Sky. En 2014, à 20 ans, il est aligné sur le Giro, dont il prend notamment la 8e place de la 16e étape, arrivée à Val Martello, qui se déroule sous la neige dans des conditions dantesques,. Il termine finalement vingt-deuxième du classement général et cinquième du classement du meilleur jeune, à 56 minutes de son compatriote Nairo Quintana.
En février 2015, il se classe troisième du Tour de Langkawi. À la fin de la saison, il prolonge son contrat avec l'équipe Sky. En 2016, il est notamment sixième de l'Arctic Race of Norway et 17e du Tour d'Italie, son meilleur classement sur un grand tour. En 2018, il est huitième du Tour de Burgos et la saison suivante, il participe pour la première fois à deux grands tours : le Tour d'Italie (24e) et le Tour d'Espagne (39e).
Il rejoint en 2022 la formation Astana Qazaqstan, après huit saisons chez Sky/Ineos. Début août, il décide de suspendre sa carrière pour une durée indéterminée en raison de problèmes de santé.

## Palmarès sur route
- 2011
  - 3e étape du Tour de Colombie juniors
  - 2e du Tour de Colombie juniors
- 2012
  - 2e de la Clásica de Marinilla
  - 3e du Tour de Colombie espoirs
- 2013
  - Clásica de Funza :
    - Classement général
    - 1re étape

  - 3e du Tour de Colombie espoirs
- 2015
  - 3e du Tour de Langkawi

## Résultats sur les grands tours

### Tour d'Italie
5 participations
- 2014 : 22e
- 2015 : 41e
- 2016 : 17e
- 2017 : 33e
- 2019 : 24e

### Tour d'Espagne
1 participation
- 2019 : 39e

## Classements mondiaux
| Année                                 | 2016 | 2017  | 2018 | 2019 | 2020  | 2021 | 2022  |
| ------------------------------------- | ---- | ----- | ---- | ---- | ----- | ---- | ----- |
| UCI World Tour                        | 165e | 259e  | 229e |      |       |      |       |
| Classement mondial                    | 346e | 967e  | 624e | 992e | 2193e | 768e | 1518e |
| UCI Europe Tour                       | 323e | 1659e | 666e |      |       |      |       |
| UCI America Tour                      | nc   | nc    | 314e | 124e | 218e  | 86e  | 221e  |
| UCI Oceania Tour                      | 76e  | 65e   | nc   |      |       |      |       |
|                                       |      |       |      |      |       |      |       |
| Légende : nc = non classéSource : UCI |      |       |      |      |       |      |       |